# ساكورا هاوغه
ساكورا هاوغه (باليابانية: 亀谷さくら) مواليد 7 يناير 1987 في برجن، هي لاعبة كرة يد يابانية تلعب كحارس مرمى. مثلت منتخب اليابان لكرة اليد للسيدات.

## سجل المنافسة
شاركت في البطولات التالية:
- بطولة العالم لكرة اليد للسيدات 2015

## روابط خارجية
- ساكورا هاوغه على موقع الاتحاد الأوروبي لكرة اليد (الإنجليزية)
- ساكورا هاوغه على موقع الاتحاد النرويجي لكرة اليد (النرويجية)
- ساكورا هاوغه على موقع الدوري الفرنسي لكرة اليد للسيدات (الفرنسية)
- ساكورا هاوغه على موقع أوليمبيديا (الإنجليزية)